# Колледж Вечнозелёного штата
Колледж вечнозелёного штата (англ. The Evergreen State College) — аккредитованный общественный (государственный) гуманитарный (свободных искусств) колледж США. Аккредитован NWCCU. Входит в COPLAC (всего 26).
«The Evergreen State» (вечнозелёный штат) — является прозвищем штата Вашингтон.
Находится в городе Олимпия. Основан в 1967 году, как экспериментальный и нетрадиционный.

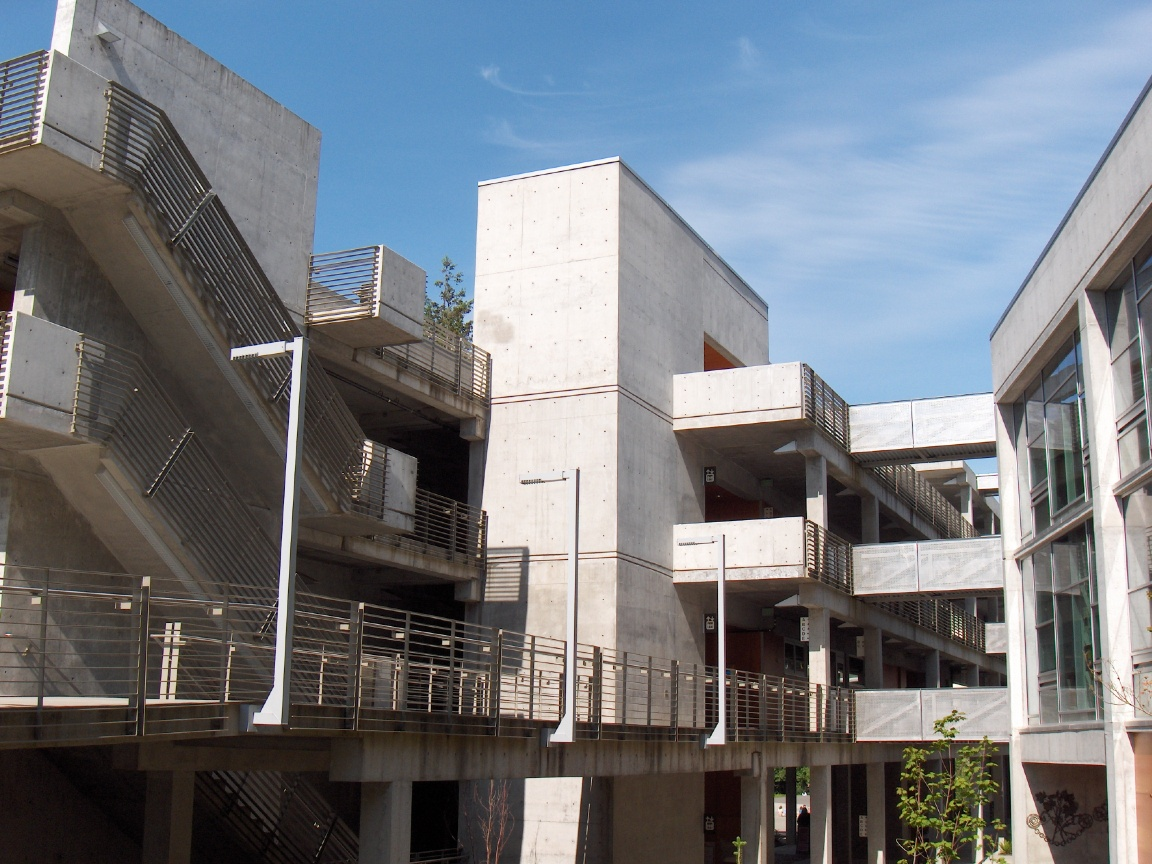
Seminar II building

Даёт степени бакалавра искусств гуманитарных наук и бакалавра наук, магистра экологических исследований, магистра госуправления, магистра преподавания.
В 2012 году насчитывал 4,5 тысячи студентов.
В 2009 году вошёл в пятёрку «самых зелёных» университетов и колледжей мира по версии американского интернет-издания «Грист» (Grist).